# Olympias von Armenien
Olympias (griechisch Ὀλυμπιάς, armenisch Ողիմպիա, gestorben 361, auch: Olympia oder Olympias die Ältere zur Unterscheidung von Olympias von Konstantinopel, ihrer Nichte) war eine christliche römische Adlige der Spätantike. Durch ihren Vater war Olympias verwandt mit der konstantinischen Dynastie und durch Ehe verbunden mit der armenischen Arsakiden-Dynastie.

## Leben

### Familie und Jugend
Olympias war Griechin und die Tochter des wohlhabenden Kreters Flavius Ablabius. Der Name der Mutter ist nicht überliefert. Ablabius war einer der einflussreichsten Senatoren von Konstantinopel, der auch von 329 bis 337/338 die Prätorianerpräfektur des Ostens (praefectura praetorio Orientis) innehatte und 331 als Consul fungierte. Er war als Politiker sowohl im Osten als auch im Westen des Reiches aktiv. Olympias hatte mindestens einen bekannten Bruder, Seleukos. Sie wurde in Konstantinopel geboren und wuchs wohl zum Teil in Antiochia am Orontes auf, da ihr Vater während seiner politischen Karriere dort stationiert war. Obwohl ihr Geburtsdatum unbekannt ist, kann man vermuten, dass Olympias zwischen den Jahren 324 und 330 geboren wurde; über ihre Jugend ist ebenfalls wenig bekannt.

### Konstantinische Dynastie
Olympias’ Vater hatte großen Einfluss auf Kaiser Konstantin I. und offenbar eine Zuneigung zum Kaiser. Kurz vor dem Tod von Konstantin I. hatte der Kaiser mit Ablabius noch die Verlobung von Olympias mit Constans, einem seiner Söhne, vereinbart. Als Konstantin I. im Mai 337 verstarb, folgten ihm seine Söhne in der Herrschaft, unter anderem auch Constans. 338 entzweite sich Ablabius jedoch mit Constans Bruder Constantius II. und wurde exekutiert. Die Ehe zwischen Constans und Olympias wurde nie geschlossen. So lange Constans lebte, kümmerte er sich jedoch um Olympias und lebte mit ihr zusammen, als ob Olympias seine Frau gewesen wäre. 350 starb Constans und Olympias lebte noch immer bei den Verwandten von Constans in Konstantinopel.

### Ehe mit Arsaces II. von Armenien
Der römische Vasallenkönig Arsaces II. (Arschak), ein Arsakide, wurde von Constantius II. sehr bevorzugt, der ihm alle Steuern erließ in den Ländereien, welche den armenischen Königen in Kleinasien gehörten. Als Zeichen der erneuerten christlich-arianischen politischen Allianz zwischen Armenien und dem römischen Reich hatte Constantius II. Arschak II. Olympias als kaiserliche Braut angeboten. Constantius II. ließ zu Ehren von Olympias sogar spezielle Medaillen schlagen, welche das Porträt von Olympias von Epirus trugen, der Mutter Alexanders des Großen, während die Beschriftung in Latein lautete OLYMPIAS REGINA („Von Königin Olympias“). Der herrschende armenische Katholikos Nerses I. wurde von Arschak II. von Armenien entsandt um Olympias von Konstantinopel abzuholen, damit Arschak II. sie in Armenien ehelichen konnte.
Olympias wird als die erste bekannte Frau von Arschak II. angesehen. Vor seiner Herrschaftszeit war er wohl mit einer unbekannten Frau verheiratet gewesen, von der er den Sohn Anob hatte. Athanasius der Große verurteilt in einem Brief an die Anchorites Constantius II. für die Verheiratung von Olympias mit Arschak II. Er beklagt, dass Constantius II. eine gebildete Frau wie Olympias, die bestimmt gewesen war, Frau eines Kaisers zu werden, der Gnade eines barbarischen Königs überantwortet habe.
Als Olympias mit Nerses I. in Armenien anlangte, wurde sie mit Arschak II. verheiratet. Obwohl Olympias keine Kinder mit Arschak II. hatte, scheint es eine glückliche Ehe gewesen zu sein. Arschak II. liebte Olympias. Die Römer betrachteten Olympias als Arschaks II. Königin und sie übte beträchtlichen Einfluss auf ihren Mann aus. Arschak II. war der römisch-christlichen Allianz treu und Olympias wurde zunächst eine mächtige, wohlhabende und einflussreiche Frau in der armenischen Gesellschaft.

## Parandsem
Als Constantius II. 361 starb, folgte ihm Julian (Apostata), sein Cousin, als römischer Kaiser nach. Nachdem Julian an der Macht war, verringerte jedoch gerade der Einfluss von Olympias die politische Verlässlichkeit Arschaks gegenüber dem Römischen Reich. Später heiratete Arschak II. auch noch die armenische Adlige Parandsem, die Witwe von Arschaks II. Neffen, Gnel Arschakuni. Nach damaliger Sitte hatte Arschak II. mehrere Frauen. Um 360 gebar Parandsem einen Sohn, Papas (Pap). Papas war das einzige bekannte Kind von Parandsem und das einzige bekannte Kind von Arschak II. während seiner Herrschaftszeit.
Parandsem hatte jedoch einen Groll und empfand Neid gegenüber Olympias, da Arschak II. offenbar Olympias mehr liebte als sie. Arschak II. liebte auch Parandsem in gewissem Maße, aber Parandsem ekelte sich vor Arschak II. Sie sagte: „Er ist behaart und seine Farbe ist dunkel“ (“Physically, he is hairy, and his color is dark”). Nach der Geburt ihres Sohnes schmiedete Parandsem ein Komplott, um Olympias zu vergiften. Olympias war sehr vorsichtig in Bezug auf ihre Speisen und Getränke und nahm nur Speisen und Getränke von ihren Zofen an. 361 erhielt Olympias dann in der Kommunion Gift mit dem Sakrament durch einen Priester des königlichen Hofes.
Der Tod von Olympias war einer der Gründe für eine komplette Entfremdung zwischen dem Königshof von Arschak II. und Nerses I., welcher empört den Königshof verließ und zu Lebzeiten von Arschak II. nicht mehr dorthin kam. Das Verbrechen von Parandsem an Olympias hatte die armenische Politik für christliche Interessen unbrauchbar gemacht, und Parandsem galt als gottlose Frau. Nach dem Tod von Olympias wurde Parandsem jedoch Königin der Armenier.